# Tammerfors-Birkala flygplats
Tammerfors-Birkala flygplats (finska: Tampere-Pirkkalan lentoasema) är en flygplats som ligger i Birkala utanför Tammerfors i Finland. Den har två terminaler. Följande bolag flyger från Tammerfors-Birkala: Finnair (Flybe FInland for Finnair), SAS (Braathens Regional),  och Ryanair.

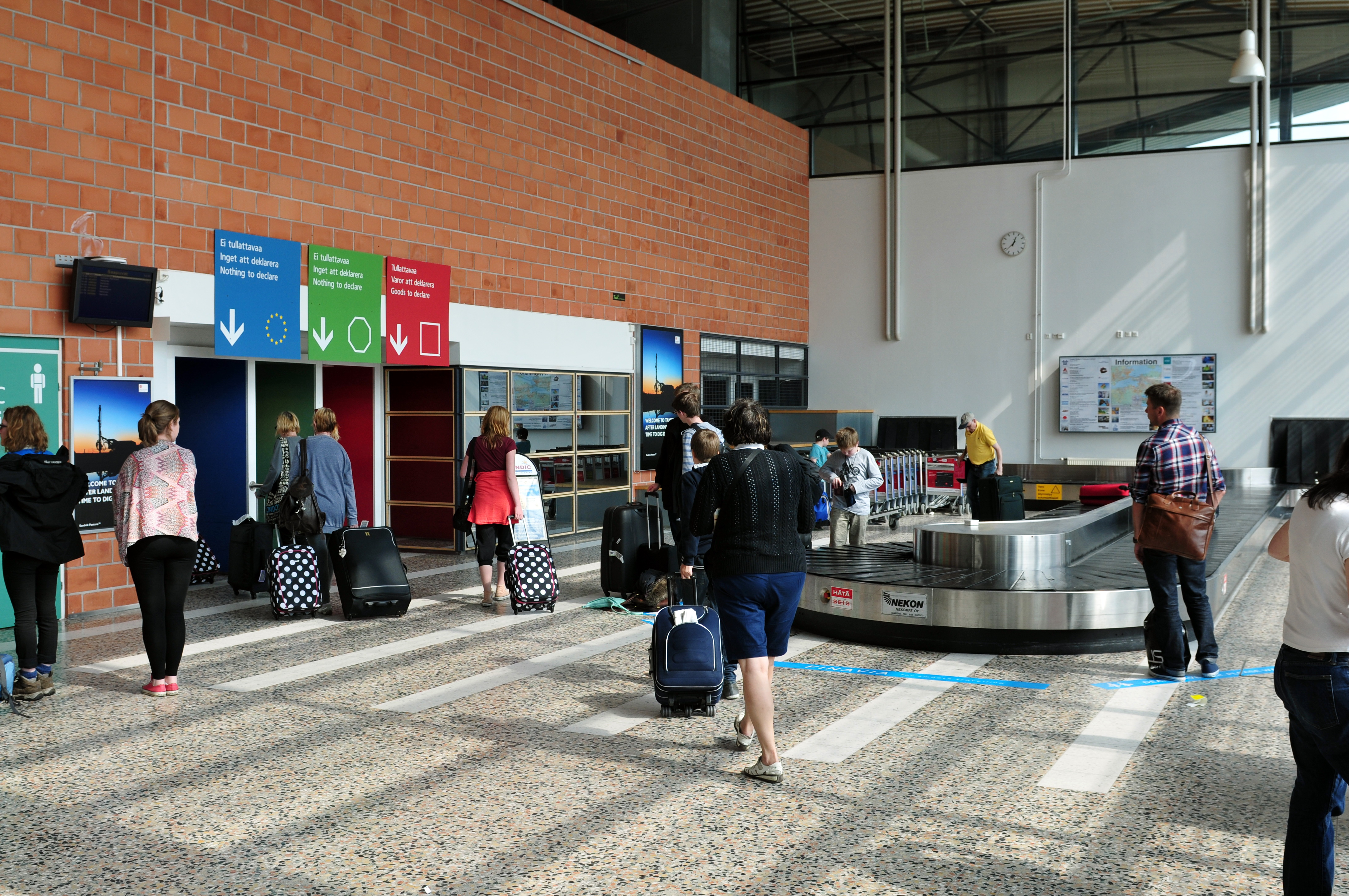
Terminal 1

## Destinationer & flygbolag

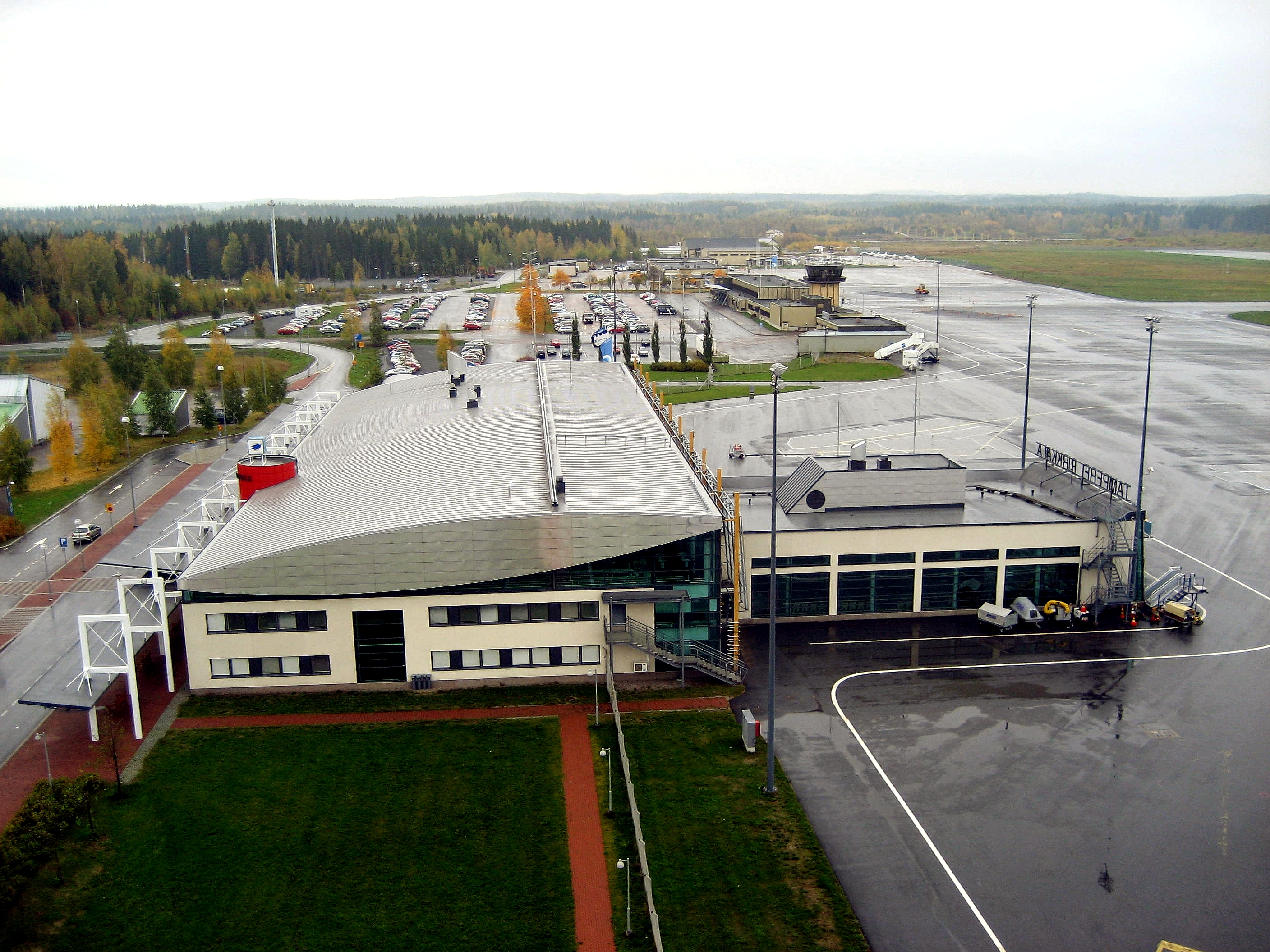
Terminal 1.

| Flygbolag | Destinationer                                                                      | Terminal |
| --------- | ---------------------------------------------------------------------------------- | -------- |
| airBaltic | Riga                                                                               | 1        |
| Ryanair   | Bremen, Edinburgh, Frankfurt-Hahn, Kaunas, London-Stansted, Málaga, Milano-Bergamo | 2        |